# チェリー大作戦
チェリー大作戦（チェリーだいさくせん）は、吉本興業（大阪本社）所属のお笑いコンビ。2016年結成。よしもと漫才劇場所属。

## メンバー
宗安 聖（むねやす せい、1993年1月4日 - ）（32歳）
ツッコミ・ネタ作り担当、立ち位置は向かって右。
大阪府大阪市出身、身長160 cm。
旧芸名は、宗安（むねやす）。2024年8月23日に本名である現芸名に改名。
筋トレ、ギター、アート、映画鑑賞、カラオケを好む。特技はカスタネット、スポーツ全般、ラグビー、ダンス、中国ゴマ、ベンチプレス。
NSC大阪校36期出身。
きむらバンド（たくろう）、べーやん（豪快キャプテン）と同居している。
三兄弟の三男。兄はそれぞれ京都大学と関西大学を出ている。

ねんど（1988年11月16日 - ）（36歳）
ボケ担当、立ち位置は向かって左。
宮崎県宮崎市出身。身長178 cm、血液型はO型。
旧芸名は、鎌田 キテレツ（かまた キテレツ）。2023年10月16日に改名を発表した。現芸名はロングコートダディ・堂前透による命名。
競馬、HIPHOPを聞くことを好む。
特技はクレーム対応。
北村敏輝（丸亀じゃんご）、タケヤ（イチオク）と同居していた。
NSC大阪校37期出身。
弟がいる。
大喜利が苦手。NSCで講師を務める木村祐一に「君は今まで出会った人間の中で一番大喜利が面白くない」と評された。
野村尚平（元令和喜多みな実）率いる劇団コケコッコーに所属。野村とは2021年6月頃から同居している。
地元の工業高校卒業後、電力会社へ入社し6年間勤務した。大きな仕事をして達成感を得たので、次は自分の好きなことをやりたいと思って芸人になった。

## 来歴
NSCの先輩後輩として出会い、それぞれコンビ解散時期が重なったため2016年12月1日に結成。現在のコンビ名はノリと勢いで決めた。
2020年に第5回上方漫才協会大賞新人賞受賞（コントでの受賞者は初）、第41、42回ABCお笑いグランプリ決勝進出、第7、８回NHK新人お笑い大賞決勝進出。第51回NHK上方漫才コンテスト決勝進出。
YouTube「チェリー大作戦のワーキャー」では番組共演のつながりから、2022年9月よりモデル・金子実祐がアシスタント的に出演している。

## 芸風
主にコントを演じる。漫才を披露することもあり、M-1グランプリ2020・2021・2022・2024では準々決勝まで進出した。

## 賞レースでの成績

### M-1グランプリ
| 年度             | 結果         | エントリー No. | 会場               | 日程     | 備考                      |
| ---------------- | ------------ | -------------- | ------------------ | -------- | ------------------------- |
| 2016年（第12回） | 2回戦進出    | 1721           | 大丸心斎橋劇場     | 10月4日  |                           |
| 2017年（第13回） | 2回戦進出    | 1335           | 大丸心斎橋劇場     | 10月12日 | 1回戦敗退後、再エントリー |
| 2018年（第14回） | 3回戦進出    | 1895           | よしもと漫才劇場   | 10月23日 |                           |
| 2019年（第15回） | 3回戦進出    | 2035           | よしもと漫才劇場   | 10月30日 |                           |
| 2020年（第16回） | 準々決勝進出 | 491            | なんばグランド花月 | 11月16日 |                           |
| 2021年（第17回） | 準々決勝進出 | 1978           | なんばグランド花月 | 11月11日 |                           |
| 2022年（第18回） | 準々決勝進出 | 1456           | なんばグランド花月 | 11月15日 |                           |
| 2023年（第19回） | 3回戦進出    | 4936           | よしもと漫才劇場   | 10月31日 |                           |
| 2024年（第20回） | 準々決勝進出 | 2119           | なんばグランド花月 | 11月20日 |                           |

### ytv漫才新人賞
| 回（年）              | 結果       | 備考                                                          |
| --------------------- | ---------- | ------------------------------------------------------------- |
| 第9回（2019 - 20年）  | 選考会敗退 | ROUND1 13位、ROUND2 10位                                      |
| 第11回（2021 - 22年） | 選考会敗退 | ROUND3 第7位                                                  |
| 第12回（2022 - 23年） | 決定戦4位  | ROUND1 4位、ROUND2 9位、ROUND3 12位。敗者復活で決定戦に進出。 |

### その他
- 2020年 第41回ABCお笑いグランプリ 決勝進出
- 2020年 第7回NHK新人お笑い大賞 決勝進出
- 2020年 第5回上方漫才協会大賞 新人賞受賞
- 2021年 第51回NHK上方漫才コンテスト 決勝進出
- 2021年 第42回ABCお笑いグランプリ 決勝進出
- 2021年 第8回NHK新人お笑い大賞 決勝進出
- 2023年 第10回NHK新人お笑い大賞 決勝進出[8]

## 出囃子
- Silent Siren「チェリボム」